# Mordella trilineata
Mordella trilineata là một loài bọ cánh cứng trong họ Mordellidae. Loài này được Pic miêu tả khoa học năm 1927.